# マローボーン家の掟
『マローボーン家の掟』（マローボーンけのおきて、Marrowbone）は2017年のアメリカ合衆国・スペインのホラー映画。監督はセルヒオ・G・サンチェス、主演はジョージ・マッケイが務めた。

## ストーリー
1968年、ローズは4人の子供たち（ジャック、ジェーン、ビリー、サム）を連れてイギリスからアメリカの田舎町に移住してきた。彼女たちの新居であるマローボーン屋敷はローズの生家でもあった。ローズは子供たちにイギリスでの出来事を全て忘れるようにと強く言い聞かせた。子供たちが新天地での暮らしに慣れた頃、ローズは病に倒れそのまま帰らぬ人となった。亡くなる間際、ローズは長男のジャックを呼び出し「4人で一緒にこの家で暮らし続けなさい」「貴方が21歳になるまで私が死んだことは役所に届けないで。21歳になれば、貴方が3人の面倒を見る法的な権利を得られる。一家が離散しなくて済む。」と言い遺した。
ローズの死から1年後、4人は遺言通りにマローボーン屋敷で暮らしていた。その間に幽霊騒ぎが発生したため、家中の鏡は撤去された。生活必需品の買い出しはジャックが行い、他の3人は家の敷地から一歩も出ない生活を送っていた。ジャックは唯一の友人であったアリーの付き添いの下、事務手続きを行うために弁護士（トム）を尋ねた。トムは素性不明のジャックに関心を持ち、ジャックたちの家を直接訪れることにした。手続きのための費用、200ドルを工面する必要に迫られ、ジャックはやむなく隠し財産に手を付けることにした。それはローズが夫から奪った金で、彼女本人はそれを使うことを良しとせず、「呪われた金」と呼んでいた。4人は「呪われた金」を使ったばかりに自分たちが祟られると確信していた。
翌日、ビリーは「呪われた金」の残りを焼却したが、屋敷では再び幽霊が目撃されるようになった。幽霊の正体は4人の父親（サイモン）であった。サイモンは凶悪な犯罪者であったが、ジャックの証言がきっかけで有罪判決を受けたものの、後に脱獄したのである。ローズは彼から逃れるためにアメリカへ移住した。ところが、彼女の死の半年後にサイモンは屋敷に姿を現したのである。報復を怖れたジャックは、サイモンを屋根裏部屋に閉じ込めて餓死させた。その頃、トムは4人の過去について独自の調査を進めており、真実の一端に辿り着いていた。しかし、真実はトムが予想していたよりもはるかに闇の深いものであった。
兄弟３人は半年前の時点で父親に殺害されており、それ以降の兄弟の記憶はすべてジャックの想像の世界の出来事だった。父親は生きていて、屋敷に隠れている。そこへ訪ねてきたアリーを襲う父親を、ジャックが撃ち殺す。数週間後。精神科医はアリーにジャックと別れるよう勧めるが、いつまでも兄弟との夢を見つづけるジャックのため、アリーは記憶を消し去る薬を棚にしまう。

## キャスト
- ジャック・マローボーン: ジョージ・マッケイ
- アリー: アニャ・テイラー＝ジョイ
- ビリー・マローボーン: チャーリー・ヒートン
- ジェーン・マローボーン: ミア・ゴス
- サム・マローボーン: マシュー・スタッグ
- トム: カイル・ソーラー
- ローズ・マローボーン: ニコラ・ハリソン
- サイモン・フェアバーン: トム・フィッシャー
- モリー: マイラ・キャスリン・ピアース
- 医者: ポール・ジェッソン
- モンスター: ロバート・ナイアン

## 製作・公開
2016年5月10日、セルヒオ・G・サンチェスが本作の監督に起用されるとの報道があった。7月8日、アニャ・テイラー＝ジョイがキャスト入りした。2017年9月11日、本作は第42回トロント国際映画祭でプレミア上映された。

## 評価
本作に対する批評家からの評価は伸び悩んでいる。映画批評集積サイトのRotten Tomatoesには63件のレビューがあり、批評家支持率は46%、平均点は10点満点で5.2点となっている。サイト側による批評家の見解の要約は「『マローボーン家の掟』の設定は面白そうなもので、出演者にも実力のある俳優が揃っている。しかし、それらを以てしても、人物造型の薄っぺらさとストーリーに真正の恐怖が欠けているという欠点は補えなかった。」となっている。また、Metacriticには5件のレビューがあり、加重平均値は63/100となっている。